# Ruta Estatal de California 267
La Ruta Estatal de California 267, abreviada SR 267 (en inglés: California State Route 267) es una carretera estatal estadounidense ubicada en el estado de California. La carretera inicia en el Oeste desde la I 80  , SR 89   en Truckee en sentido Este hasta finalizar en la SR 28     en Kings Beach. La carretera tiene una longitud de 20,4 km (12.69 mi).

## Mantenimiento
Al igual que las autopistas interestatales, y las rutas federales y el resto de carreteras estatales, la Ruta Estatal de California 267 es administrada y mantenida por el Departamento de Transporte de California por sus siglas en inglés Caltrans.